# Steven Hahn
Steven Hahn (* 1951) ist ein US-amerikanischer Historiker. Sein Forschungsschwerpunkt liegt auf der Geschichte des 19. Jahrhunderts, der Geschichte der Südstaaten und auf afroamerikanischer Geschichte.

## Leben
Hahn studierte an der University of Rochester und erhielt dort 1973 einen Bachelor of Arts. Anschließend studierte er Geschichte an der Yale University. Dort erhielt er 1975 einen Master of Arts, 1976 einen Master of Philosophy und 1979 einen Ph.D. Für seine Dissertation The Roots of Southern Populism erhielt er 1980 den Allan Nevins Prize der Society of American Historians.
Nach seiner Promotion lehrte Hahn von September 1979 bis Juni 1981 Assistant Professor an der University of Delaware. Danach wechselte er an die University of California, San Diego, wo er von Juli 1981 bis Juni 1983 als Assistant Professor, von Juli 1983 bis Juni 1987 als Associate Professor und von Juli 1987 bis Juni 1998 als Professor lehrte. Von Juli 1998 bis Juni 2003 war er Professor an der Northwestern University. Von Juli 2003 bis Juni 2016 hatte er den Lehrstuhl des Roy F. and Jeannette P. Nichols Professor in American History an der University of Pennsylvania inne. Seit Juli 2016 ist Hahn Professor an der New York University.
Hahn war im Frühling 1986 Invited Visiting Professor am Istituto di Studi Storici der Universität Mailand. 1993 wurde er zum Fellow der Society of American Historians gewählt. 2006 war er Lawrence Stone Visiting Professor an der Princeton University. 2007 war er Nathan I. Huggins Lecturer an der Harvard University. Von 2016 bis 2017 ist er Rogers Distinguished Fellow in Nineteenth Century History an der Huntington Library.
Sein Buch The Roots of Southern Populism: Yeoman Farmers and the Transformation of the Georgia Upcountry, 1850-1890 gewann 1984 den Frederick Jackson Turner Award der Organization of American Historians. Sein Buch A Nation Under Our Feet: Black Political Struggles in the Rural South from Slavery to the Great Migration, gewann 2004 den Bancroft-Preis der Columbia University, den Pulitzer-Preis für Geschichte und den Merle Curti Award der Organization of American Historians in der Kategorie Social History.

## Veröffentlichungen (Auswahl)
- The Roots of Southern Populism: Yeoman Farmers and the Transformation of the Georgia Upcountry, 1850-1890 (1983, Oxford University Press)
- mit Jonathan Prude [Hrsg.]: The Countryside in the Age of Capitalist Transformation: Essays in the Social History of Rural America (1985, University of North Carolina Press)
- mit Steven F. Miller, Susan O’Donovan, John Rodrigue, Leslie S. Rowland [Hrsg.]: Freedom: A Documentary History of Emancipation, 1861-1867. (2008, Series III: Land and Labor in 1865, University of North Carolina Press)
- A Nation Under Our Feet: Black Political Struggles in the Rural South from Slavery to the Great Migration (2003, Harvard University Press)
- The Political Worlds of Slavery and Freedom: The Nathan I. Huggins Lectures (2009, Harvard University Press)
- A Nation without Borders: The United States and Its World in an Age of Civil Wars, 1830-1910 (2016)
- Illiberal America: A History. W. W. Norton, New York 2024, ISBN 978-0-393-63592-8.